# 四坝滩遗址
四坝滩遗址，位于中国甘肃省山丹县，为一个省级文物保护单位，类型为古遗址。
四坝滩遗址的历史年代为青铜时代。